# Romans Murphy’ego
Romans Murphy’ego – amerykańska komedia romantyczna z 1985 roku. Scenariusz na podstawie opowiadania Maxa Schotta.

## Obsada
- James Garner – Murphy Jones
- Sally Field – Emma Moriarty
- Corey Haim – Jake Moriarty
- Dennis Burkley – Freeman Coverly
- Brian Kerwin – Bobby Jack Moriarty
- Georgann Johnson – Margaret
- Dortha Duckworth – Bessie
- Michael Prokopuk – Albert
- Billy Ray Sharkey – Larry Le Beau
- Michael Crabtree – Jim Forrest
- Anna Levine – Wanda
- Charles Lane – Amos Abbott
- Bruce French – Rex Boyd

## Nagrody i nominacje
Oscary za rok 1985
- Najlepsze zdjęcia – William A. Fraker (nominacja)
- najlepszy aktor – James Garner (nominacja)

Złote Globy 1985
- Najlepszy aktor w komedii lub musicalu – James Garner (nominacja)
- Najlepsza aktorka w komedii lub musicalu – Sally Field (nominacja)